# S1 MP3 Player
O leitor de MP3 S1 é um modelo genérico de leitor de MP3 fabricado largamente na China, de baixo custo em relação aos modelos análogos de grandes marcas, como Sony, Apple Inc. e Creative. São vendidos em todo tipo de mercado, inclusive em lojas de grande porte que vendem modelos fabricados por empresas de médio porte. Tornaram-se muito populares entre a população de renda média/baixa, tanto no Brasil como em Portugal, principalmente pelo factor preço. A qualidade dos produtos é questionável, pois raramente se encontra uma empresa que ofereça suporte e principalmente, porque é difícil saber até mesmo a sua procedência.
Apesar de possuírem aparentemente diversas marcas, adotam todos a mesma tecnologia, o que levou parte da comunidade de consumidores desses produtos a se organizar e desenvolver/aprimorar o firmware presente nesses aparelhos.

## Capacidade
A capacidade de armazenamento disponível nos tocadores tem variações entre 64 MB e 4 GB, sendo mais populares os modelos de 256 MB, 512 MB, 1 GB e 2 GB. Suporta os formatos MP1, MP2, MP3 e WMA. Na maioria dos modelos fabricados a partir de 2006 também encontra-se suporte para WMA com GDD (DRM) e Ogg Vorbis.
Todo o espaço disponível para músicas também pode ser utilizado com qualquer tipo de arquivo, funcionando como um pen drive. Mesmo arquivos de música não-suportados pelo tocador podem ser transportados e, às vezes, reconhecidos pelo MP3 player mas não são reproduzidos.

## Sincronização
A sincronização se dá por porta USB em qualquer gerenciador de arquivos de qualquer plataforma, Macintosh ou PC, Windows, Linux ou Mac OS.

## Recursos e especificações

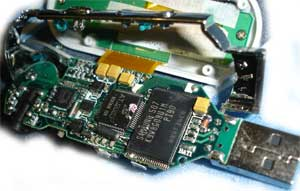
S1 MP3 player por dentro.

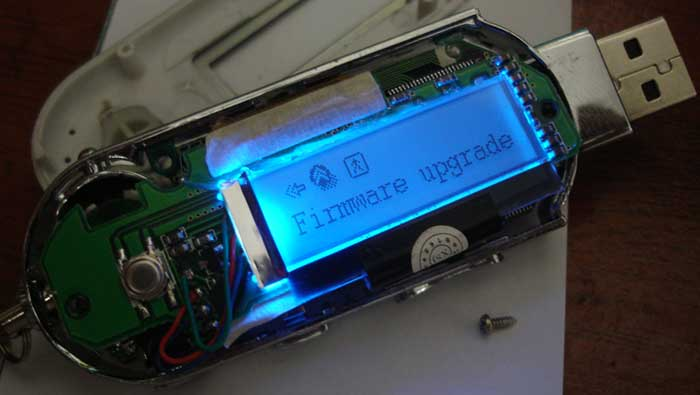
S1 MP3 aberto funcionando.

- Reprodução de MP1, MP2, MP3, WMA, Ogg Vorbis
- Rádio FM (em alguns modelos)
- Organização por pastas
- Equalizador
- Gravador e reprodutor de áudio gravado
- Agenda básica de telefone
- Diversos idiomas
- Gravador de rádio

### Software
- Conexão multiplataforma através de USB 2.0
- Customização do logotipo do firmware
- Ferramenta para atualização de firmware, para Windows

### Hardware
- Construído utilizando memória flash Samsung ou Hynix
- Chip de rádio FM modelo TEA5756 da Philips
- Processador ATJ2085 RAM e ROM
- Alguns modelos mais novos comportam cartão SD/MMC de capacidade entre 32MB e 4GB